# Damjan Fras
Damjan Fras, slovenski osebni trener in nekdanji smučarski skakalec, * 21. februar 1973, Ljubljana, SR Slovenija.
V svetovnem pokalu je debitiral v sezoni 1989/90 v Planici, teden dni kasneje pa je nastopil na mladinskem svetovnem prvenstvu v Strbskem Plesu in osvojil ekipno bronasto kolajno, leto dni kasneje pa še posamično. Konstantni rezultati v sezoni 1991/92 so mu prinesli nastop na olimpijskih igrah v Albertvillu, kjer pa je osvojil 42. mesto.    
Nato je od leta 1993 do 1998 nastopal v kontinentalnem pokalu, v sezoni 1997/98 je osvojil 3. mesto v skupnem seštevku in zopet je nastopal v svetovnem pokalu v sezoni 1998/99, nastopil pa je tudi na svetovnem prvenstvu v Ramsauu, kjer je z ekipo osvojil 5. mesto.  V naslednji sezoni je osvojil 9. mesto na tekmi v Iron Mountainu, skupno pa se je uvrstil na 45. mesto. V sezoni 2000/01 je osvojil 5. mesto na tekmi Novoletne turneje v Innsbrucku - najboljšo uvrstitev v svetovnem pokalu. Solidno je nastopal tudi v sezoni 2001/02 vendar si je nastope na olimpijskih igrah v Salt Lake Cityju priboril šele po internih kvalifikacijah z Igorjem Medvedom. Na mali skakalnici je bil 28., na veliki pa je osvojil 22. mesto. Na ekipni tekmi je prispeval svoj delež k ekipni bronasti kolajni, ki jo je osvojil skupaj z Kranjcem, Žonto in Peterko.
V sezoni 2002/03 je na tekmi v Titisee-Neustadtu osvojil 9. mesto, čeprav je po prvi seriji vodil. Po slabših nastopih v sezoni 2003/04 je večinoma nastopal v kontinentalnem pokalu.  
Leta 2006 je zaključil kariero smučarskega skakalca.

### Po zaključku skakalne kariere
Fras je osebni trener in ima lastno podjetje, ki ga je leta 2019 promoviral v eni izmed epizod resničnostne oddaje The Biggest Loser Slovenija na Planet TV.